# Tyrrell 024
Der Tyrrell 024 war ein Rennwagen des britischen Motorsportteams Tyrrell, der in der Formel-1-Saison 1996 bei 16 Großen Preisen eingesetzt wurde. Es war das letzte Fahrzeug des Teams, das einen Motor von Yamaha einsetzte. Tyrrell erzielte fünf Punkte mit dem 024.

## Konstruktion
Der Tyrrell 024 war wie die Vorgängermodelle der Jahre 1994 (022) und 1995 (023) eine Konstruktion von Harvey Postlethwaite, der nach einem Zwischenspiel bei Ferrari und Sauber Ende 1993 zu Tyrrell zurückgekehrt und in der Folgezeit zum Anteilseigner des Rennstalls geworden war. Auf diesen beiden Modellen baute der 024 in technischer Hinsicht auf. Er galt als bloße Weiterentwicklung des 1994er Konzepts und wurde als „simples Auto“ und als „low-risk-project“ beschrieben.
Die Aerodynamik des 024 wurde von Mike Gascoyne entwickelt. Windkanaltests fanden in Southampton statt, nachdem Tyrrell die bisherige Allianz mit dem italienischen Zulieferer Fondmetal Ende 1995 aus Kostengründen aufgegeben hatte. Äußerlich unterschied sich der 024 von seinem Vorgänger vor allem durch die hohe, spitz zulaufende Frontpartie, die an das erfolgreiche Konzept des Tyrrell 019 (1990) erinnerte.
Anstelle der im Vorjahr verwendeten ineffektiven Hydralink Suspension verwendete der 024 eine konventionelle Aufhängung, die aus jeweils drei Federn bestand. Die dritte Feder sollte die Nickbewegungen des Fahrzeugs auffangen.
Als Antrieb diente ein Zehnzylindermotor von Yamaha, der dem Team wie in den Jahren zuvor kostenfrei und exklusiv zur Verfügung gestellt wurde. Tatsächlich handelte es sich dabei um eine Konstruktion von John Judd, dessen in Rugby ansässiger Betrieb Engine Developments bis 1992 unter der Bezeichnung „Judd“ Formel-1-Motoren hergestellt hatte. Ab 1993 arbeitete Judd mit dem japanischen Konzern Yamaha zusammen,  der das Motorenprojekt finanzierte und in Details technisch unterstützte. Die 1996er Motoren vom Typ OX11A waren komplett neu konstruiert worden. Ein besonderes Merkmal waren Zylinderköpfe aus Magnesium. Judd und Yamaha legten Wert auf hohe Drehzahlen und auf geringes Gewicht. Angeblich wog der Motor nur 99 kg. Spätere Untersuchungen ergaben, dass damit nur das Gewicht des Blocks einschließlich Zylindern und Kurbelwelle gemeint war, während sämtliche Anbauteile wie Auspuff und Motormanagement bei der Gewichtsermittlung außer Betracht geblieben waren. Die Kraft wurde über ein längs ausgerichtetes Sechsganggetriebe übertragen.
Der Yamaha-Motor erwies sich als unzuverlässig; er wurde zum „Sorgenkind des Teams“. Zahlreiche Ausfälle waren direkt oder indirekt auf Motorendefekte zurückzuführen. Als Yamaha Ende 1996 ankündigte, die Motoren ab 1997 kostenpflichtig zu liefern, beendete Tyrrell die seit vier Jahren bestehende Verbindung mit dem japanischen Unternehmen.

## Renneinsätze

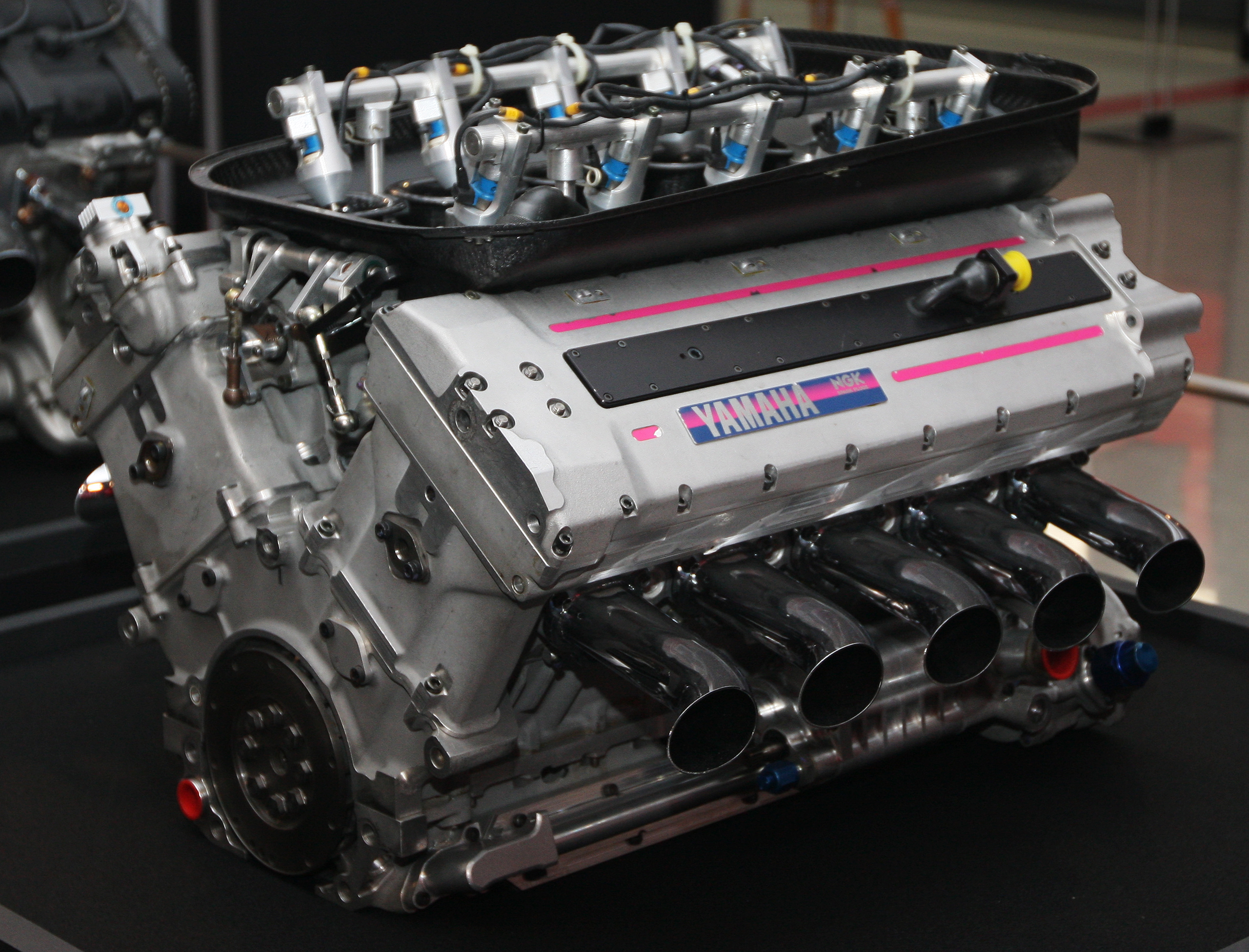
Unzuverlässiges Sorgenkind des Teams: Yamaha OX11A-Zehnzylindermotor

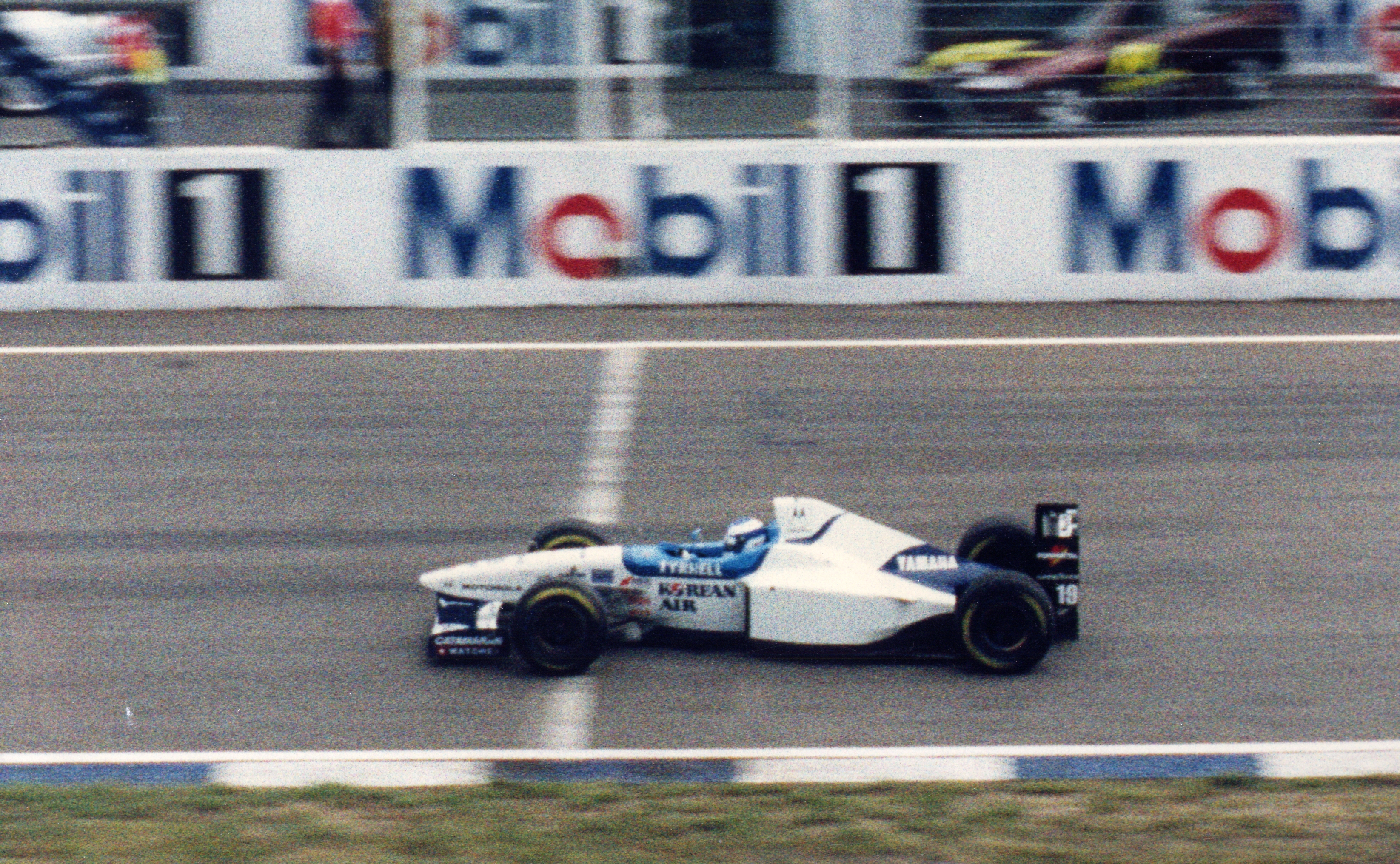
Mika Salo beim Großen Preis von Deutschland 1996

Tyrrell stellte den 024 am 30. Januar 1996 in London vor, sechs Wochen vor dem ersten Rennen der neuen Saison. Das Team hatte nur wenige Sponsoren. Nokia, der Hauptsponsor des Vorjahrs, hatte den Vertrag mit Tyrrell nicht verlängert, nachdem das Team 1995 nur dreimal in die Punkteränge gefahren war und mit fünf Meisterschaftspunkten Rang neun der Konstrukteurswertung belegt hatte. Größter Geldgeber des Teams war 1996 der japanische Zigarettenhersteller Japan Tobacco, der zeitgleich auch Benetton unterstützte. Tyrrell förderte er in deutlich geringerem Maße als das Weltmeisterteam Benetton; hier war lediglich die Cockpitumrandung in den Farben der Zigarettenmarke Mild Seven lackiert. In Ländern, in denen Tabakwerbung verboten war, wurde der Markenname durch den Schriftzug „TYRRELL“ ersetzt. Weitere kleinere Geldgeber waren Korean Air und Motorola. Die Seitenkästen und die Motorhaube waren bei den meisten Rennen frei von Sponsoraufklebern.
Fahrer waren Mika Salo und Ukyō Katayama, als Test- und Ersatzfahrer war Emmanuel Collard benannt, der allerdings bei keinem Rennen zum Einsatz kam.
Tyrrell überraschte die Fachwelt mit außergewöhnlich guten Rundenzeiten bei Testfahrten vor Saisonbeginn; der 024 war dabei ähnlich schnell wie die Autos der Topteams. In der Presse gab es Vermutungen, dass die Testfahren mit geringem Gewicht und mit besonders vorbereiteten Motoren durchgeführt wurden, um potentielle Sponsoren für das Team zu interessieren. Während der Saison ließen sich diese Ergebnisse weder bei Rennen noch bei Testfahrten wiederholen. Aus finanziellen Gründen unternahm das Team ab Sommer 1996 keine Testfahrten mehr. Die mangelnde Erprobung wirkte sich nachteilig auf die Konkurrenzfähigkeit des Autos aus; insbesondere gelang es dem Team nicht, Erfahrungen zu sammeln und die Ursachen für die zahlreichen Ausfälle zu ermitteln.
Mika Salo, der Spitzenfahrer des Teams, kam zum Saisonauftakt in Australien als Sechster und im folgenden Rennen in Brasilien als Fünfter ins Ziel. Beim Großen Preis von Monaco, bei dem nur drei Autos das Ziel erreichten, fiel Salo vor Rennende durch einen Fahrfehler aus, aufgrund der zurückgelegten Distanz wurde er allerdings als Fünfter gewertet. Weitere Ergebnisse in den Punkterängen gab es nicht. Katayama kam nie in den Punkterängen ins Ziel. Sein bestes Ergebnis war der siebte Platz beim Großen Preis von Ungarn. Beginnend mit dem Rennen in Argentinien, schied er neunmal in Folge aus. Beim Großen Preis von Europa auf dem Nürburgring wurden beide Tyrrell disqualifiziert, Salo wegen eines untergewichtigen Autos und Katayama wegen Inanspruchnahme fremder Hilfe. In Spanien folgte eine weitere Disqualifikation: Salo wurde vom Rennen ausgeschlossen, weil er nach der Einführungsrunde unerlaubt das Einsatzchassis gewechselt hatte.
Am Jahresende belegte Tyrrell mit fünf Punkten Platz acht der Konstrukteurswertung. Es schloss die Saison vor Arrows und Minardi ab.

## Ergebnisse
| Fahrer               | Nr.                  | 1  | 2 | 3   | 4   | 5   | 6   | 7   | 8   | 9   | 10  | 11  | 12  | 13 | 14  | 15 | 16  | Punkte | Rang |
| -------------------- | -------------------- | -- | - | --- | --- | --- | --- | --- | --- | --- | --- | --- | --- | -- | --- | -- | --- | ------ | ---- |
| Formel-1-Saison 1996 | Formel-1-Saison 1996 |    |   |     |     |     |     |     |     |     |     |     |     |    |     |    |     | 5      | 8.   |
| Ukyō Katayama        | 18                   | 11 | 9 | DNF | DSQ | DNF | DNF | DNF | DNF | DNF | DNF | DNF | 7   | 8  | 10  | 12 | DNF | 5      | 8.   |
| Mika Salo            | 19                   | 6  | 5 | DNF | DSQ | DNF | 5*  | DSQ | DNF | 10  | 7   | 9   | DNF | 7  | DNF | 11 | DNF | 5      | 8.   |

| Legende  | Legende            | Legende                                                          |
| Farbe    | Abkürzung          | Bedeutung                                                        |
| -------- | ------------------ | ---------------------------------------------------------------- |
| Gold     | –                  | Sieg                                                             |
| Silber   | –                  | 2. Platz                                                         |
| Bronze   | –                  | 3. Platz                                                         |
| Grün     | –                  | Platzierung in den Punkten                                       |
| Blau     | –                  | Klassifiziert außerhalb der Punkteränge                          |
| Violett  | DNF                | Rennen nicht beendet (did not finish)                            |
| Violett  | NC                 | nicht klassifiziert (not classified)                             |
| Rot      | DNQ                | nicht qualifiziert (did not qualify)                             |
| Rot      | DNPQ               | in Vorqualifikation gescheitert (did not pre-qualify)            |
| Schwarz  | DSQ                | disqualifiziert (disqualified)                                   |
| Weiß     | DNS                | nicht am Start (did not start)                                   |
| Weiß     | WD                 | zurückgezogen (withdrawn)                                        |
| Hellblau | PO                 | nur am Training teilgenommen (practiced only)                    |
| Hellblau | TD                 | Freitags-Testfahrer (test driver)                                |
| ohne     | DNP                | nicht am Training teilgenommen (did not practice)                |
| ohne     | INJ                | verletzt oder krank (injured)                                    |
| ohne     | EX                 | ausgeschlossen (excluded)                                        |
| ohne     | DNA                | nicht erschienen (did not arrive)                                |
| ohne     | C                  | Rennen abgesagt (cancelled)                                      |
| ohne     | keine WM-Teilnahme |                                                                  |
| sonstige | P/fett             | Pole-Position                                                    |
| sonstige | 1/2/3/4/5/6/7/8    | Punktplatzierung im Sprint-/Qualifikationsrennen                 |
| sonstige | SR/kursiv          | Schnellste Rennrunde                                             |
| sonstige | *                  | nicht im Ziel, aufgrund der zurückgelegten Distanz aber gewertet |
| sonstige | ()                 | Streichresultate                                                 |
| sonstige | unterstrichen      | Führender in der Gesamtwertung                                   |